# Sarah Kohr – Stiller Tod
Sarah Kohr – Stiller Tod ist ein deutscher Fernsehfilm von Christian Theede aus dem Jahr 2021 und der sechste Teil der ZDF-Kriminalfilmreihe Sarah Kohr mit Lisa Maria Potthoff in der Titelrolle der Ermittlerin. Die Episode wurde am 27. September 2021 als Fernsehfilm der Woche erstmals im deutschen Fernsehen ausgestrahlt.

## Handlung
In einer Fabrik, die sich auf die Zerlegung und Vernichtung tödlicher Substanzen spezialisiert hat, werden Kampfstoffe aus Kriegsgebieten unschädlich gemacht. Trotz hohem Sicherheitsstatus bei „IBeCK“ gelingt es einer Frau, den leitenden Chemiker Dr. Diestel zu entführen und eine Kartusche Giftgas zu entwenden. Staatsanwalt Mehringer beauftragt Sarah Kohr, die Frau samt Kartusche zu finden und den Wissenschaftler zu befreien. Anhand von Fingerabdrücken kann die deutsche Aida Zaidan als Täterin identifiziert werden, die vor einiger Zeit zum Islam konvertiert ist. Sie hatte sich als Besucherin unter falschem Namen vorgestellt, wurde persönlich von Dr. Diestel überprüft und galt somit als „ungefährlich“. Kohr kann sie aufspüren und festnehmen, aber das Giftgas ist nicht mehr in ihrem Besitz. Es deutet vieles darauf hin, dass die Frau nicht sehr professionell agiert hat und Kohr wird klar, dass Dr. Diestel selbst dahintersteckt. Er hat sich Zaidan als Komplizin ausgesucht, um das Giftgas zu stehlen, ohne dass man ihn verdächtigen würde. Diestel hatte bei seinem letzten Auslandseinsatz seinen Bruder verloren und gibt dafür den Verantwortlichen von „Wallhoffer-Chemie“ die Schuld, von denen er überzeugt ist, das Giftgas in Einzelkomponenten nach Syrien geliefert zu haben. Bei „Wallhoffer-Chemie“  wird man nervös, als der Giftgasdiebstahl bekannt wird und schickt ihren ehemaligen, kampferprobten Sicherheitsbeamten Lutz Thiemann auf die Suche. Er ist sowohl Diestel als auch Kohr auf den Fersen, was dieser nicht entgangen ist. Sie kann Thiemann außer Gefecht setzen, jedoch entkommt ihr Diestel samt der von ihm inzwischen gebauten Bombe. Während er versucht diese zu platzieren, um den Vorstand von „Wallhoffer-Chemie“ zur Rechenschaft zu ziehen, sichert sich Thiemann ab. Er erschießt kaltblütig den Firmenchef Erhard Wallhoffer und versucht, es als Selbstrichtung zu tarnen. Er tötet auch Diestel, dem Kohr die Bombe gerade abnehmen konnte, allerdings wurde dabei der Timer aktiviert. Thiemann, der weiterhin Jagd auf Kohr macht, erkennt erst jetzt, in welcher Gefahr sie alle schweben und macht dabei einen Fehler. Das Einsatzkommando nimmt ihn fest und entgegen der Anordnung von Staatsanwalt Mehringer behält die Polizistin den Giftgasbehälter bei sich und will ihn in Sicherheit bringen, auch wenn sie das ihr Leben kosten sollte. Dank eines schnell verabreichten Gegenmittels überlebt Sarah Kohr nur knapp.

## Produktion
Die Dreharbeiten zu Sarah Kohr – Stiller Tod fanden vom 15. Juni bis zum 17. Juli 2019 unter dem Arbeitstitel Endstation in Hamburg und Umgebung statt.

## Rezeption

### Einschaltquote
Die Erstausstrahlung von Sarah Kohr – Stiller Tod am 27. September 2021 im ZDF erreichte 5,86 Millionen Zuschauer bei einem Marktanteil von 19,9 Prozent.

### Kritik
Tilmann P. Gangloff urteilte auf tittelbach.tv: „Vordergründig geht es um einen Angriff auf Hamburg mit dem tödlichen Kampfgas Sarin. Die entsprechenden Szenen sind Hochspannungsfernsehen, zumal der Film durch viele von der Hauptdarstellerin selbst verkörperte Stunts und Zweikämpfe beeindruckt (Regie: Christian Theede). Seinen eigentlichen Reiz verdankt ‚Stiller Tod‘ jedoch dem vielschichtigen Drehbuch von Timo Berndt, dessen Geschichte weit mehr als bloß als ein Vorwand für Action ist, zumal sich die Heldin von einer verletzlichen Seite zeigen darf.“
Maximilian Haase von Prisma.de wertete: „Sarah Kohr soll mal wieder rennen, springen, schießen, über Dächer und Balkons kraxeln und sich sogar kidnappen lassen – im schönen Kontrast übrigens zu ihrer couchlägerigen Mutter. Mal wieder hat Potthoffs Charakter dafür Befugnisse, die einer ‚normalen‘ Ermittlerin eher nicht zustehen. Nach wie vor gilt: In ihrem Fokus auf Action und starke Weiblichkeit trifft die Krimireihe ‚Sarah Kohr‘ anscheinend einen Nerv.“
Christian Lukas von quotenmeter.de meinte: „Der sechste Fall der Sarah Kohr macht keine Gefangenen. Simpel ist die Geschichte. Schnell wird klar, wer hier gegen wen ins Felde zieht. Viel Zeit für komplizierte Charakterzeichnungen wird nicht aufgebracht. Dafür setzt die Inszenierung auf ein für einen deutschen TV-Krimi fast schon irritierendes Tempo und beginnt mit dem Ende.“